# Anton Waldert
Anton Waldert (* 1823 in Buchau; † 10. April 1892 in Wien) war ein österreichischer Jurist und Politiker. Ab 1861 war er Landtagsabgeordneter im Königreich Böhmen.

## Leben und Wirken
Nach dem Schulabschluss widmete er sich einem Studium der Rechtswissenschaften an der Universität Wien, wo er durch Promotion den Grad eines Doktors der Rechtswissenschaften erlangte. Er begann zunächst als Rechtsanwalt und Advokat zu praktizieren. Ab 1854 war er als solcher in Tachov, später in Chomutov tätig. Dort erwarb er sich bereits einen beachtlichen Ruf und wurde Gemeindevertreter, später stellvertretender Bürgermeister. Nach der Wiederherstellung des verfassungsmäßigen Lebens im Kaiserreich Österreich Anfang der 1860er Jahre engagierte er sich in der Landespolitik. Bei den böhmischen Landtagswahlen 1861 wurde er in die Kurie der Landgemeinden für den Kreis Kaaden, Preßnitz, Weipert, Duppau in den böhmischen Landtag gewählt. 1862 legte er dieses Mandat nieder.
Bei den Landtags-Ersatzwahlen im September 1869 erlangte Waldert erneut ein Mandat anstelle des zurückgetretenen Konstantin von Höfler, diesmal für den Wahlkreis der Stadtgemeinden im Bezirk Komotau, Weipert, Preßnitz. Auch bei den ordentlichen Landtagswahlen 1870 und den Wahlen 1872 verteidigte er das Mandat für diesen Wahlkreis. Bei den Landtagswahlen 1878 zog er erneut in den Landtag ein.
Am Ende seines Lebens beteiligte er sich noch am tschechisch-deutschen Versuch der nationalen Aussöhnung im Königreich Böhmen. Er war dabei der deutsche Vertrauensmann für Fragen der Abgrenzung von Regierungsbezirken.